# Oologah
Oologah és un poble dels Estats Units a l'estat d'Oklahoma. Segons el cens del 2000 tenia 883 habitants.

## Demografia
Segons el cens del 2000, Oologah tenia 883 habitants, 342 habitatges, i 258 famílies. La densitat de població era de 401,1 habitants per km².
Dels 342 habitatges en un 42,1% hi vivien nens de menys de 18 anys, en un 52% hi vivien parelles casades, en un 18,4% dones solteres, i en un 24,3% no eren unitats familiars. En el 22,5% dels habitatges hi vivien persones soles el 9,6% de les quals corresponia a persones de 65 anys o més que vivien soles. El nombre mitjà de persones vivint en cada habitatge era de 2,58 i el nombre mitjà de persones que vivien en cada família era de 3,03.
Per edats la població es repartia de la següent manera: un 31,6% tenia menys de 18 anys, un 8,6% entre 18 i 24, un 27,7% entre 25 i 44, un 22,1% de 45 a 60 i un 10% 65 anys o més.
L'edat mediana era de 33 anys. Per cada 100 dones de 18 o més anys hi havia 84,1 homes.
La renda mediana per habitatge era de 33.977 $ i la renda mediana per família de 40.625 $. Els homes tenien una renda mediana de 37.500 $ mentre que les dones 25.000 $. La renda per capita de la població era de 16.493 $. Entorn del 7,5% de les famílies i el 9,8% de la població estaven per davall del llindar de pobresa.

## Poblacions més properes
El següent diagrama mostra les poblacions més properes.